# Пйотри
Пйотри (пол. Piotry) — село в Польщі, у гміні Медзіхово Новотомиського повіту Великопольського воєводства.
Населення — 53 особи (2011).

## Демографія
Демографічна структура станом на 31 березня 2011 року:
|          | Загалом | Допрацездатний вік | Працездатний вік | Постпрацездатний вік |
| -------- | ------- | ------------------ | ---------------- | -------------------- |
| Чоловіки | 25      | 3                  | 19               | 3                    |
| Жінки    | 28      | 3                  | 18               | 7                    |
| Разом    | 53      | 6                  | 37               | 10                   |